# Evla (Tsentar Joupa)
Evla (en macédonien Евла) est un village du sud-ouest de la Macédoine du Nord, situé dans la municipalité de Tsentar Joupa.
Le village ne comptait aucun habitant en 2002. 